# Lijst van voetbalinterlands Chili - Paraguay (vrouwen)
Deze lijst van voetbalinterlands is een overzicht van alle officiële voetbalinterlands tussen de nationale vrouwenteams van Chili en Paraguay. De landen hebben tot nu toe zeven keer tegen elkaar gespeeld.

## Wedstrijden
| № | Plaats     | Datum             | Competitie                  | Wedstrijd        | Uitslag |
| - | ---------- | ----------------- | --------------------------- | ---------------- | ------- |
| 1 | Azogues    | 20 september 2014 | Copa América 2014           | Paraguay − Chili | 3 − 2   |
| 2 | La Serena  | 4 april 2018      | Copa América 2018           | Chili − Paraguay | 1 − 1   |
| 3 | Cali       | 11 juli 2022      | Copa América 2022           | Paraguay − Chili | 3 − 2   |
| 4 | Valparaíso | 22 oktober 2023   | Pan-Amerikaanse Spelen 2023 | Chili − Paraguay | 1 − 0   |
| 5 | Ypané      | 12 juli 2024      | Vriendschappelijk           | Paraguay − Chili | 1 − 4   |
| 6 | Ypané      | 15 juli 2024      | Vriendschappelijk           | Paraguay − Chili | 1 − 4   |
| 7 | Quito      | 28 juli 2025      | Copa América 2025           | Chili − Paraguay | 0 − 1   |

## Samenvatting
| Competitie             | Totaal gespeeld | Winst Chili | Gelijk | Winst Paraguay | Doelsaldo Chili – Paraguay |
| ---------------------- | --------------- | ----------- | ------ | -------------- | -------------------------- |
| Copa América           | 4               | 0           | 1      | 3              | 5 − 8                      |
| Pan-Amerikaanse Spelen | 1               | 1           | 0      | 0              | 1 − 0                      |
| Vriendschappelijk      | 2               | 2           | 0      | 0              | 8 − 2                      |
| Totaal                 | 7               | 3           | 1      | 3              | 14 − 10                    |